# Indolestes boninensis
Indolestes boninensis – gatunek ważki z rodziny pałątkowatych (Lestidae). Występuje endemicznie w Japonii na archipelagu Ogasawara.